# Saint-Broladre
Saint-Broladre è un comune francese di 1 111 abitanti situato nel dipartimento dell'Ille-et-Vilaine nella regione della Bretagna.

## Società

### Evoluzione demografica
Abitanti censiti